# Comuna de Kruszyna
Kruszyna (polaco: Gmina Kruszyna) é uma gminy (comuna) na Polónia, na voivodia de Silésia e no condado de Częstochowa. A sede do condado é a cidade de Kruszyna.
De acordo com os censos de 2004, a comuna tem 4890 habitantes, com uma densidade 52,3 hab/km².

## Área
Estende-se por uma área de 93,42 km², incluindo:
- área agricola: 54%
- área florestal: 38%

## Demografia
Dados de 30 de Junho 2004:
|                      | Total   | Total | Mulheres | Mulheres | Homens  | Homens |
| -------------------- | ------- | ----- | -------- | -------- | ------- | ------ |
|                      | pessoas | %     | pessoas  | %        | pessoas | %      |
| População            | 4890    | 100   | 2480     | 50,7     | 2410    | 49,3   |
| Densidade (pop./km²) | 52,3    | 100   | 26,5     | 26,5     | 25,8    | 25,8   |

De acordo com dados de 2002, o rendimento médio per capita ascendia a 1458,56 zł.

## Comunas vizinhas
- Gidle, Kłomnice, Ładzice, Mykanów, Nowa Brzeźnica, Radomsko